# 1822 год
1822 (ты́сяча восемьсо́т два́дцать второ́й) год  по григорианскому календарю — невисокосный год, начинающийся во вторник. Это 1822 год нашей эры, 2‑й год 3‑го десятилетия XIX века 2‑го тысячелетия, 3‑й год 1820‑х годов. Он закончился 203 года назад.
| Пн | Вт | Ср | Чт | Пт | Сб | Вс |
|    | 1  | 2  | 3  | 4  | 5  | 6  |
| 7  | 8  | 9  | 10 | 11 | 12 | 13 |
| 14 | 15 | 16 | 17 | 18 | 19 | 20 |
| 21 | 22 | 23 | 24 | 25 | 26 | 27 |
| 28 | 29 | 30 | 31 |    |    |    |

| Пн | Вт | Ср | Чт | Пт | Сб | Вс |
|    |    |    |    | 1  | 2  | 3  |
| 4  | 5  | 6  | 7  | 8  | 9  | 10 |
| 11 | 12 | 13 | 14 | 15 | 16 | 17 |
| 18 | 19 | 20 | 21 | 22 | 23 | 24 |
| 25 | 26 | 27 | 28 |    |    |    |

| Пн | Вт | Ср | Чт | Пт | Сб | Вс |
|    |    |    |    | 1  | 2  | 3  |
| 4  | 5  | 6  | 7  | 8  | 9  | 10 |
| 11 | 12 | 13 | 14 | 15 | 16 | 17 |
| 18 | 19 | 20 | 21 | 22 | 23 | 24 |
| 25 | 26 | 27 | 28 | 29 | 30 | 31 |

| Пн | Вт | Ср | Чт | Пт | Сб | Вс |
| 1  | 2  | 3  | 4  | 5  | 6  | 7  |
| 8  | 9  | 10 | 11 | 12 | 13 | 14 |
| 15 | 16 | 17 | 18 | 19 | 20 | 21 |
| 22 | 23 | 24 | 25 | 26 | 27 | 28 |
| 29 | 30 |    |    |    |    |    |

| Пн | Вт | Ср | Чт | Пт | Сб | Вс |
|    |    | 1  | 2  | 3  | 4  | 5  |
| 6  | 7  | 8  | 9  | 10 | 11 | 12 |
| 13 | 14 | 15 | 16 | 17 | 18 | 19 |
| 20 | 21 | 22 | 23 | 24 | 25 | 26 |
| 27 | 28 | 29 | 30 | 31 |    |    |

| Пн | Вт | Ср | Чт | Пт | Сб | Вс |
|    |    |    |    |    | 1  | 2  |
| 3  | 4  | 5  | 6  | 7  | 8  | 9  |
| 10 | 11 | 12 | 13 | 14 | 15 | 16 |
| 17 | 18 | 19 | 20 | 21 | 22 | 23 |
| 24 | 25 | 26 | 27 | 28 | 29 | 30 |

| Пн | Вт | Ср | Чт | Пт | Сб | Вс |
| 1  | 2  | 3  | 4  | 5  | 6  | 7  |
| 8  | 9  | 10 | 11 | 12 | 13 | 14 |
| 15 | 16 | 17 | 18 | 19 | 20 | 21 |
| 22 | 23 | 24 | 25 | 26 | 27 | 28 |
| 29 | 30 | 31 |    |    |    |    |

| Пн | Вт | Ср | Чт | Пт | Сб | Вс |
|    |    |    | 1  | 2  | 3  | 4  |
| 5  | 6  | 7  | 8  | 9  | 10 | 11 |
| 12 | 13 | 14 | 15 | 16 | 17 | 18 |
| 19 | 20 | 21 | 22 | 23 | 24 | 25 |
| 26 | 27 | 28 | 29 | 30 | 31 |    |

| Пн | Вт | Ср | Чт | Пт | Сб | Вс |
|    |    |    |    |    |    | 1  |
| 2  | 3  | 4  | 5  | 6  | 7  | 8  |
| 9  | 10 | 11 | 12 | 13 | 14 | 15 |
| 16 | 17 | 18 | 19 | 20 | 21 | 22 |
| 23 | 24 | 25 | 26 | 27 | 28 | 29 |
| 30 |    |    |    |    |    |    |

| Пн | Вт | Ср | Чт | Пт | Сб | Вс |
|    | 1  | 2  | 3  | 4  | 5  | 6  |
| 7  | 8  | 9  | 10 | 11 | 12 | 13 |
| 14 | 15 | 16 | 17 | 18 | 19 | 20 |
| 21 | 22 | 23 | 24 | 25 | 26 | 27 |
| 28 | 29 | 30 | 31 |    |    |    |

| Пн | Вт | Ср | Чт | Пт | Сб | Вс |
|    |    |    |    | 1  | 2  | 3  |
| 4  | 5  | 6  | 7  | 8  | 9  | 10 |
| 11 | 12 | 13 | 14 | 15 | 16 | 17 |
| 18 | 19 | 20 | 21 | 22 | 23 | 24 |
| 25 | 26 | 27 | 28 | 29 | 30 |    |

| Пн | Вт | Ср | Чт | Пт | Сб | Вс |
|    |    |    |    |    |    | 1  |
| 2  | 3  | 4  | 5  | 6  | 7  | 8  |
| 9  | 10 | 11 | 12 | 13 | 14 | 15 |
| 16 | 17 | 18 | 19 | 20 | 21 | 22 |
| 23 | 24 | 25 | 26 | 27 | 28 | 29 |
| 30 | 31 |    |    |    |    |    |

## События
- 5 января — Гватемала присоединилась к Мексиканской империи[1].
- 9 января — под давлением жителей города Рио-де-Жанейро инфант Педру объявил о неподчинению приказу своего отца вернуться в Португалию и о намерении остаться в Бразилии[2].
- 11 января — португальские войска в Рио-де-Жанейро безуспешно пытаются взять под контроль ситуацию в Бразилии[3].
- 13 января — Национальное собрание Греции официально провозгласило независимое государство и приняло Эпидаврский органический статут (временную конституцию) республики[4].
- 16 января — принц-регент Бразилии инфант Педру назначил премьер-министром колонии Жозе Бонифасиу[3].
- 21 января — правительство Бразилии запретило органам власти принимать к исполнению исходящие из Португалии распоряжения и законы до того, как они будут одобрены бразильским правительством[3].
- 24 января — в Испании сформировано умеренное конституционное правительство Хосе Габриэля де Сильвы-и-Базана, маркиза де Санта-Круса[5].
- 5 февраля — казнён бывший правитель Албании Али-паша Тепеленский, его отрубленная голова отправлена в Константинополь[6].
- 6 февраля — китайское судно «Тэк Синг» наскочило на рифы близ острова Банка; погибло 1600 человек (второе, по числу жертв, кораблекрушение XIX века после гибели «Султанши»).[источник не указан 2450 дней]
- 16 февраля — португальская армия эвакуировалась из Бразилии[3].
- 18 февраля — началась Война за независимость Бразилии.
- 28 февраля — в Испании сформировано умеренное конституционное правительство Франсиско Мартинеса де ла Росы[5].
- 1 марта — на выборах в кортесы Испании победила радикальная партия «эскальтадос». Однако правительство умеренной партии «модерадос» осталось у власти.[источник не указан 2450 дней]
- 28 марта — Конгресс США принял решение о признании независимости молодых государств Латинской Америки, продолжающих войну за независимость от Испании[7].
- 11 апреля — произошла Хиосская резня, одна из самых драматичных страниц греческой истории.[источник не указан 2450 дней]
- 19 мая — гарнизон Мехико осуществил направленный против парламента бескровный переворот в пользу Агустина Итурбиде[8].
- 21 мая — Агустин Итурбиде стал императором Мексики под именем Агустина I[9].
- 24 мая — армия генерала Антонио Хосе Сукре разбила силы испанской армии у вулкана Пичинча[10][11].
- 29 мая — император Мексики Агустин I направляет Симону Боливару письмо, в котором признаёт независимость Колумбии[12].
- 3 июня — гватемальская армия вступает в Сан-Сальвадор, отменяя независимость Сальвадора. Вспыхнувшее в результате грабежей восстание заставляет её отойти[13].
- 12 июня — мексиканская армия генерала Висенте Филисолы вступает в г. Гватемала. Центральная Америка формально присоединена к Мексиканской империи[14].
- 13 июня — министр иностранных дел Российской империи граф Карл Нессельроде заверил правительство Испании в том, что Россия не признаёт независимость республик Латинской Америки[15].
- 6 июля
  - кортесы Португалии отвергли требования бразильских депутатов о предоставлении Бразилии «государственной самостоятельности»[3].
  - подписан Договор о союзе, лиге и постоянной конфедерации между Великой Колумбией и Перу[16].
- 7 июля — в Мадриде подавлена попытка королевской гвардии взять под контроль столицу и восстановить власть короля[17].
- 11 июля — армия Симона Боливара вошла в Гуаякиль[18].
- 16 июля — армия Симона Боливара вошла в Кито[19].
- 21 июля — создание Первой Мексиканской империи.[источник не указан 2450 дней]
- 26 июля — конфиденциальная встреча Симона Боливара и Хосе де Сан-Мартина в Гуаякиле[20].
- 31 июля — Эквадор входит в состав Великой Колумбии.[источник не указан 2450 дней]
- 1 августа — принц-регент Педру манифестом провозгласил независимость Бразилии[21].
- 5 августа — к власти в Испании приходит радикальное правительство партии «эскальтадос» во главе с Эваристо Фернандесом Сан-Мигелем[5].
- 7 сентября — Бразилия официально провозгласила независимость от Португалии[22].
- 19 сентября — кортесы Португалии приняли декрет о ликвидации бразильского правительства и о возвращении принца-регента Педру в Лиссабон в течение 4 месяцев[21].
- 20 сентября — Хосе де Сан-Мартин сложил полномочия перед Учредительным конгрессом в Лиме, после чего уехал в Буэнос-Айрес, а затем эмигрировал в Европу[23].
- 22 сентября — официально провозглашена независимость Перу. Власть перешла Верховной правительственной хунте генерала Хосе Доминго де Ла Мара[24].
- 27 сентября — французский учёный Жан-Франсуа Шампольон сделал сообщение в Академии надписей в Париже о результатах дешифровки текстов Розеттского камня. Возникновение египтологии[25].
- Октябрь — извержение вулкана Везувий на юге Италии.[источник не указан 2450 дней]
- 1 октября — вступила в силу первая конституция Португалии[26].
- 12 октября — принц-регент Педру провозглашён конституционным императором Бразилии Педру I[21].
- 20 октября — открылся Веронский конгресс Священного союза[27][28].
- 21 октября — подписан Договор о союзе, лиге и конфедерации между Великой Колумбией и Чили[29].
- 30 октября — принята новая конституция Чили[29].
- 14 ноября — завершён Веронский конгресс Священного союза. Принято решение об интервенции в Испанию для восстановления там абсолютной власти короля[27].
- 19 ноября — Российская империя, Австрийская империя, Пруссия и Франция подписали совместный протокол о вооружённой интервенции в Испанию[30].
- 22 ноября — Сальвадор объявляет о выходе из Мексиканской империи и просит принять его в состав Соединённых Штатов Америки[31].
- 1 декабря — Хунта представителей муниципалитетов Коста-Рики приняла конституционный «Пакт Согласия», провозгласивший суверенитет страны в рамках Федерации Центральной Америки[32].
- 11 декабря — в Бразильской империи издан декрет о конфискации всех товаров, всех кораблей и недвижимости, принадлежавших правительству Португалии и лояльным ему гражданам[3].
- 30 декабря — Бразильская империя повышает пошлины на португальские товары до 24 % их стоимости, оставляя льготные пошлины (15 %) для британских товаров. Португальцы отныне могут сходить на бразильский берег только после признания ими под присягой независимости Бразилии[3].

## Родились
- 2 января — Рудольф Юлиус Эммануель Клаузиус, немецкий физик и математик (ум. 1888).
- 6 января — Генрих Шлиман, немецкий археолог (ум. 1890).
- 31 марта — Дмитрий Васильевич Григорович, русский писатель и искусствовед (ум. 1900).
- 8 апреля — Владислав Николаевич Горчаков, русский поэт (ум. не ранее 1853).
- 27 апреля — Улисс Симпсон Грант, американский политический и военный деятель, полководец северян в годы Гражданской войны в США, 18-й президент США (ум. 1885).
- 20 мая — Фредерик Пасси, Французский политэконом и признанный лидер европейского движения за мир. Пасси считал, что «будущее принадлежит не войне, отчуждению и ненависти. Оно принадлежит миру, работе — и арбитражу». Лауреат Нобелевской премии мира, получивший её 10 декабря 1901 г. совместно с Анри Дюнаном. Умер 12 июня 1912 г. Похоронен на кладбище Пер-Лашез в Париже.
- 20 июля — Грегор Иоганн Мендель, монах августинского ордена, основоположник генетики (ум. 1884).
- 28 июля — Аполлон Александрович Григорьев, русский поэт, литературный и театральный критик, переводчик (ум. 1864).
- 9 августа — Якоб Молешотт, немецкий физиолог и философ (ум. 1893).
- 12 августа — Генрих Луи д’Арре, немецкий астроном, один из открывателей планеты Нептун (ум. 1875).
- 18 октября — Ахмед Шефик Мидхат-паша — государственный деятель Османской империи, реформатор, великий визирь в 1872, 1876—1877 годах (уб. 1884).
- 24 октября — Михаил Фёдорович Де-Пуле, русский литературный критик, публицист и педагог (ум. 1885).
- 10 декабря — Николай Яковлевич Данилевский, русский публицист, социолог, экономист и естествоиспытатель (ум. 1885).
- 27 декабря — Луи Пастер, французский микробиолог и химик (ум. 1895).

## Скончались
- 5 февраля — Али-паша Тепеленский, вассальный правитель Албании и части Греции. (род.1741)
- 13 марта — Иван Осипович Селифонтов — российский государственный деятель, генерал-поручик, сенатор и тайный советник Российской империи, Тобольский вице-губернатор, Рязанский губернатор, генерал-губернатор Иркутской, Тобольской и Томской губерний (род. 1743).
- 25 июля — Гофман, Эрнст Теодор Амадей, немецкий писатель-романтик, композитор.